# Maija Tīruma-Eichhorn

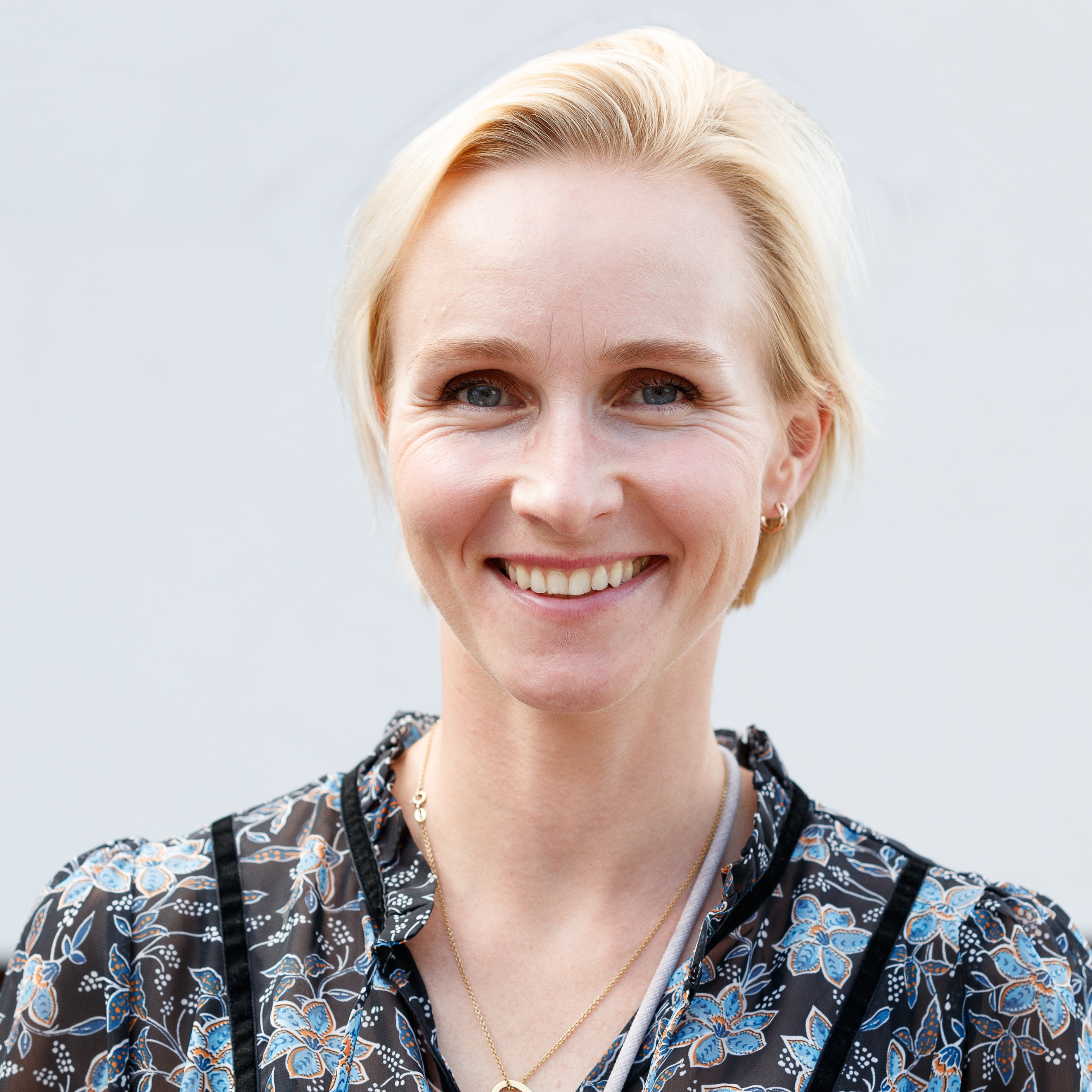
Maija Tīruma-Eichhorn (2022)

Maija Tīruma-Eichhorn (* 28. November 1983 in Riga, Lettische SSR, Sowjetunion, geborene Maija Tīruma) ist eine ehemalige lettische Rennrodlerin und Trainerin.

## Karriere
Tīruma begann 1998 mit dem Rodeln und war ab 2000 Teil des lettischen Nationalkaders. Sie startete ab der Saison 2004/05 regelmäßig im Rennrodel-Weltcup. Ihre erste Top-Ten-Platzierung erreichte sie im Dezember 2006 in Calgary. An selber Stelle erreichte sie während desselben Weltcup mit der lettischen Mannschaft, zu der auch Andris Šics, Juris Šics und Mārtiņš Rubenis gehörten, als Siegerin des Teamwettbewerbs ihr bestes Weltcupergebnis.
Tīruma startete bei drei Olympischen Spielen. 2002 wurde sie in Salt Lake City 18., 2006 platzierte sie sich in Turin um einen Platz besser. 2010 in Vancouver belegte sie Platz 9. Bei den Rennrodel-Weltmeisterschaften 2007 in Igls wurde Tīruma ebenfalls 17. und Sechste mit der Mannschaft. Ihr bestes Einzelergebnis bei einem Großereignis erreichte die Lettin als Siebte bei den Europameisterschaften 2010 in Sigulda. Mit der Mannschaft gewann sie bei den Rennrodel-Europameisterschaften 2008 in Cesana überraschend die Goldmedaille und belegte auf der Heimbahn im lettischen Sigulda Platz 3 im Einsitzer-Weltcup. 2008/09 beendete sie als Achte den Gesamtweltcup als Teil der erweiterten Weltspitze.
Nachdem in den Saisons 2009/10 und Rennrodel-Weltcup 2010/11 mit den Plätzen 12 bzw. 13 bereits Rückschritte folgten, Tīruma es aber geschafft hatte, in die Top 15 zu fahren, kam sie 2011/12 verletzungsbedingt zu nur zwei Einsätzen – in Oberhof und Winterberg. Dabei gelang in Winterberg mit Platz 3 in der Teamstaffel zusammen mit Inārs Kivlenieks und Šics/Šics ihre letzte Podestplatzierung. Mit Platz 29 im Einsitzer-Gesamtweltcup folgte ein deutlicher Rückschritt, von dem sie sich auch in der 2012/13 nicht erholen konnte. Lediglich bei den beiden Veranstaltungen in Königssee reichte es zu Platz 15, ansonsten platzierte sich Tīruma außerhalb der Top 15, trat in Oberhof aufgrund einer erneuten Verletzung nicht mehr an und kehrte für die letzten drei Weltcupveranstaltungen auch nicht mehr zurück in den Eiskanal. Mit Platz 26 stand erneut ein ernüchterndes Ergebnis im Gesamtweltcup zu Buche. Ihre jüngere Schwester Elīza hatte ihr zudem inzwischen den Rang als lettische Nummer 1 abgelaufen und mit Kendija Aparjode, Ulla Zirne sowie Saiva Dambīte standen drei junge Athletinnen für den Sprung in den Weltcupkader bereit. Tīruma beendete daraufhin zum Ende der Saison 2012/13 ihre aktive Laufbahn.
In Vorbereitung auf die Olympischen Jugend-Winterspiele 2016 in Lillehammer verpflichtete der Bob-, Skeleton- und Rennrodelclub La Plagne Tīruma zur Saison 2013/14 für die Betreuung von Adrien Maître, Margot Boch und Agathe Bessard. Während Maître mit Platz 16 im Rennrodel-Einsitzer der Männer und Boch mit Platz 17 im Rennrodel-Einsitzer der Frauen bei den Olympischen Jugend-Winterspielen 2016 eher durchwachsene Leistungen zeigten, gelang Bessard mit dem Gewinn der Bronzemedaille eine Überraschung. 

## Persönliches
Maija Tīruma lebte in Ragana. Ihre jüngere Schwester Elīza war bis 2022 ebenfalls als Rennrodlerin aktiv. Am 7. Juli 2018 heiratete Maija Tīruma den deutschen Rodeltrainer und ehemaligen Rennrodler Jan Eichhorn.

## Erfolge

### Weltcupsiege
Teamstaffel
| Nr. | Datum        | Ort     | Bahn                                              |
| --- | ------------ | ------- | ------------------------------------------------- |
| 1.  | 9. Dez. 2006 | Calgary | Bob- und Rennschlittenbahn im Canada Olympic Park |